# Hoffmannia psychotriifolia
Hoffmannia psychotriifolia är en måreväxtart som först beskrevs av George Bentham, och fick sitt nu gällande namn av August Heinrich Rudolf Grisebach. Hoffmannia psychotriifolia ingår i släktet Hoffmannia och familjen måreväxter. Inga underarter finns listade i Catalogue of Life.